# Équipe d'Andorre masculine de volley-ball
L'équipe d'Andorre de volley-ball est composée des meilleurs joueurs andorrans sélectionnés par la Fédération andorrane de volley-ball (FAV : Federació Andorrana de Voleibol). Elle est classée au 117e rang au classement de la FIVB au 15 janvier 2014.

## Palmarès et parcours

### Palmarès
- Championnat d'Europe des petits États 
  - Deuxième : 2007

### Parcours

#### Championnat d'Europe des petits États
- 2000 : Non participant
- 2002 : 6e
- 2005 : 5e
- 2007 : 2e
- 2009 : Non participant
- 2011 : 3e
- 2013 : Non participant
- 2015 : 6e